# 다리오 크비타니치
다리오 크비타니치(Dario Cvitanich, 1984년 5월 16일, 아르헨티나 부에노스아이레스 ~ )는 아르헨티나 출신의 축구 선수로 아르헨티나 프리메라 디비시온 CA 반피엘드의 스트라이커이다. 네덜란드 명문 축구팀 중 하나인 AFC 아약스와 아르헨티나 명문 보카 주니어스에서도 뛴 경험이 있다.